# Sainte-Cécile (Sarthe)
Pour les articles homonymes, voir Sainte-Cécile, Sainte Cécile et Cécile.
Sainte-Cécile est une ancienne commune française du département de la Sarthe et la région Pays de la Loire, intégrée depuis 1807 à la commune de Flée.

## Géographie
Le territoire s'étendait sur la partie est de l'actuel territoire de Flée, du confluent du Loir et du Dinan, près de  la chapelle Sainte-Cécile, au hameau de la Croix Millet, au nord-est.

## Histoire
La commune est intégrée à la commune de Flée en 1807.

## Démographie
| 1793 | 1800 | 1806 |
| ---- | ---- | ---- |
| 421  | 447  | 548  |

## Lieux et monuments
- Chapelle Sainte-Cécile, classée au titre des Monuments historiques depuis le 21 décembre 1984[3].
- Château d'Ourne.
- Château de la Chevalerie.